# Artyom Romanov
Artyom Aleksandrovich Romanov (tiếng Nga: Артем Александрович Романов; sinh ngày 6 tháng 7 năm 1987) là một thủ môn bóng đá người Nga. Anh thi đấu cho FC Murom.

## Sự nghiệp câu lạc bộ
Anh có màn ra mắt tại Russian Second Division cho FC Metallurg Vyksa vào ngày 31 tháng 7 năm 2012 trong trận đấu với FC Podolye Podolsky district.